# 东岛环礁

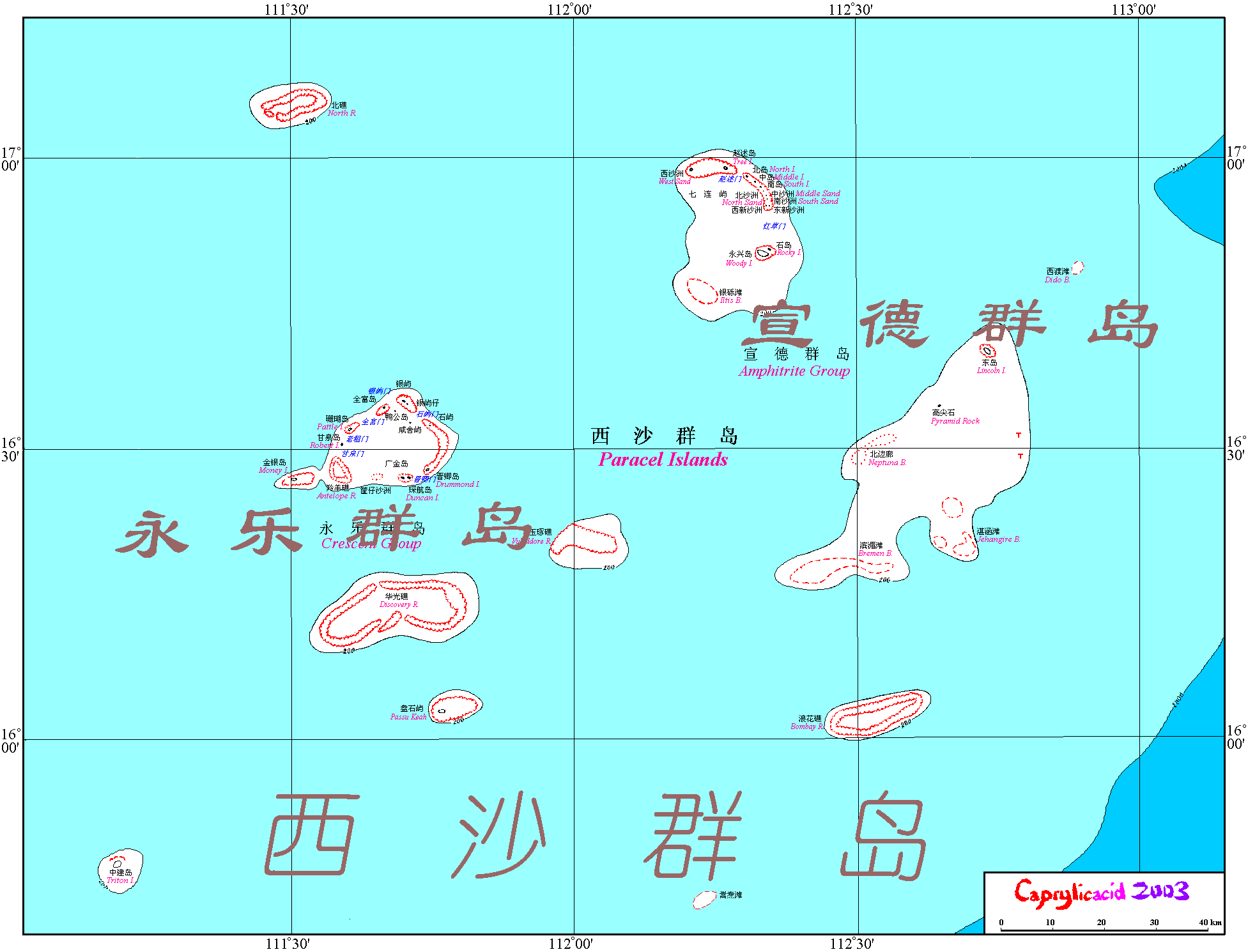
西沙群岛

东岛环礁位于西沙群岛的东部，是西沙群岛中面积最大的环礁（西沙群岛图中最大的白色区块），属于西沙群岛东群（即宣德群岛）。

东岛环礁的礁环发育不完整，东北部地势较高，发育有东岛、高尖石等岛屿露出水面，西南方向地势较低，有北边廊、湛涵灘、濱湄灘三个暗滩。

其中东岛是西沙第二大岛，是海鸟的重要栖息地；高尖石是南海诸岛中唯一火山岩岛。